# Silvia e l'amore
Silvia e l'amore è un film del 1968, diretto da Sergio Bergonzelli. I protagonisti, gli attori Angelo Infanti ed Anna Maria Rosati, oltre che da altri attori, sono affiancati da persone reali e da vari accademici che contribuiscono alla realizzazione di un film di carattere, in parte, documentaristico.

## Trama
Il film inizia con una visione "nuova" della donna: la donna nello sport (sempre più forte ed atletica), la donna nella pubblicità, nel cinema, nella politica, nella società... 
Questo a sottolineare come, arrivati all'anno della contestazione, le cose stanno davvero cambiando e, questa nuova realtà sociale, fa da contorno alla storia dei due protagonisti del film: Silvia e Pierre.
Silvia e Pierre vivono quindi i momenti più significativi della loro vita assieme: il fidanzamento, i loro rapporti amorosi, la recentissima nascita dei loro due figli gemelli. Il tutto calato nel clima italiano del 1968.
Pierre fa il fotoreporter, Silvia fa l'operatrice ospedaliera nell'ambito dell'ostetricia.
Il film, in maniera cine-documentaristica, affronta, dunque, le sfaccettature dell'amore e della sessualità: corteggiamento e vita amorosa;  scoperte sessuali, indipendenza, verginità e femminismo; il mutare del rapporto uomo-donna; concepimento dei figli e rischi connessi alla genitorialità.

## Contesto sociale
Interessanti le parti scientifiche relative alla genetica e al parto. Rispetto ai temi che voleva trattare, il film risulta piuttosto completo. Esso è però da visionare nella consapevolezza dei limiti culturali del tempo ove, tra l'altro, non erano ammessi né aborto né divorzio.

## Sequel
Lo stesso anno, il regista, realizzerà un altro film: Le 10 meraviglie dell'amore. Film, anch'esso a carattere documentaristico, che illustra le dinamiche dei rapporti di coppia. Rispetto al presente film, Le 10 meraviglie dell'amore, si concentra però maggiormente sulle problematiche e sulle deviazioni sessuali.